# 红古区
红古区是甘肃省兰州市下辖的一个市辖区，位于兰州市最西面，实际是一个远郊区。著名的恐龙马门溪龙骨骼是在这里出土的。区政府设在海石湾镇，全区面积567.7平方公里，人口总人口13.53万人，其中城镇人口7.59万人，农村人口4.97万人，总耕地7.19万亩，农业人口人均占有耕地1.06亩。有回、满、东乡、藏、土、壮、蒙古和朝鲜等18个少数民族。

## 沿革史
1927年7月18日，甘肃省政府在兰州正式成立，1941年7月1日，甘肃省始置兰州市政府，与皋兰县同驻今兰州市城关区，为省政府所在地。1943年置湟惠渠特种乡(相当于县级)，1948年更名湟惠渠管理局(今兰州市红古区)；1949年12月5日，甘肃省行政公署（即省政府）决定撤销湟惠渠管理局并入皋兰县。永登县窑街区辖窑街、红山、河桥、鳌塔、海石、红古城等乡。1950年5月，窑街区改称永登县第九区。
大跃进时期，国家对该地矿产进行大规模开发，窑街矿务局于1958年8月在窑街成立，1959年10月窑街煤矿三号井简易投产。1959年8月，兰青铁路河口南至海石湾（民和）段正式通车（1960年9月通车西宁）。1960年6月，海石湾至窑街的海窑铁路专用线（后向北延伸至连城，称“海连铁路专用线”）建成通车。
窑街煤矿是当时甘肃省最大的煤矿。在窑街煤矿基地的基础上，1960年4月27日由甘肃省人民委员会决定此地设立红古区，由兰州市永登区（1958年12月，撤销永登县，并入兰州市，设立永登区；1961年12月，撤销兰州市永登区，恢复永登县）析置红古区，以原属永登区的八宝、红古、七山、通远4个公社为其行政区域，区政府驻八宝公社的窑街（1961年改属窑街公社，1963年改窑街街道办事处，1988年改窑街镇，2004年“撤镇改街”）。行政范围包括现今红古区全境和永登县西部的连城镇、河桥镇、通远乡、七山乡（4乡镇总面积1681平方公里），总面积约2216平方公里。
1963年10月，国务院批准，将兰州市红古区所属的河桥（即今永登县河桥镇）、连城（即今永登县连城镇）、永和（今属永登县连城镇）、鳌塔（今属永登县河桥镇）、七山（即今永登县七山乡）、通远（即今永登县通远乡）、临坪（今属永登县通远乡）、兴隆（今地不详）等8个公社划归永登县。红古区管辖面积大大缩小，降为535平方公里，也就是今天的红古区。
1964年，兰州炭素厂在海石湾筹建，1965年大规模建设，1971年建成投产。1966年，兰州连城铝厂在河桥筹建，1974年投产。1971年，西北铁合金厂在连城筹建，1975年投产
1989年7月，红古区政府由窑街镇迁至位于兰青铁路的海石湾镇。

## 自然环境

### 地形
海拔最高2455m，最低1580m，相对高差875m。北高南低，由西北向东南倾斜。沿大通河、湟水河呈东（偏南）西（偏北）狭长走向。河谷地貌在本区占主要地位，呈明显的河滩和川地，被沟壑切割成为块状分布的小平原，一般宽1—3公里，长6—9公里，断续分布在湟水河与大通河沿岸。自享堂峡以东称为红古川，有高出水面2—3米的河漫滩，川地属Ⅰ、Ⅱ级阶地，海拔高度一般在1590—1820米之间。

### 地质
属北祁连山褶皱带的东延部分。岩石以白垩纪及第三纪红色页岩、砂岩为主。第四纪黄土广泛覆盖在上述岩层上。河谷底部为砂砾沉积岩，上覆第四纪洪积物。红古区大的褶皱构造和断裂构造有五个，分别是石板沟——王家圈背斜带、红古城——河口向斜带、下川口——上滩背斜带，窑街矿区构造带、海石湾——虎头崖背斜带。

### 气候
属温带半干旱大陆性季风气候。全年降水量305mm-360mm。年平均日照时数2350小时—2610小时，日照百分率53%—60%，六、七月份日照最多，九月最少。年蒸发量1700mm以上。年均气温8℃，最高气温37.5℃，最低气温-20.6℃。年最大积雪90mm，最大冻土深80mm--100mm。无霜期189天。

## 行政区划
红古区下辖3个街道办事处、4个镇：
窑街街道、矿区街道、华龙街道、海石湾镇、花庄镇、平安镇和红古镇。

## 经济
红古区经济以农业为主，形成以精细蔬菜、高效养殖、优质果品、农产品深加工为主的四大支柱产业，是甘肃省高效农业示范园区，兰州市无公害蔬菜生产基地、兰州市副食品基地、奶源基地和果品基地。有平安、水车湾两个大型农副产品批发交易市场。
区内现有窑街矿务局、兰州炭素厂、兰州铝厂、大通河水泥厂等12家大中型企业。 